# Denver Dynamos
Denver Dynamos is een voormalige Amerikaanse voetbalclub uit Denver, Colorado. De club werd opgericht in 1974 en opgeheven in 1975. Het thuisstadion van de club was het Mile High Stadium dat plaats bood aan 75.000 toeschouwers. Ze speelden twee seizoenen in de North American Soccer League. Daarin werden geen aansprekende resultaten behaald.

## Verhuizing
Na het seizoen in 1975 verhuisde de club naar Minnesota om de clubnaam te veranderen naar de Minnesota Kicks.